# Márcia Maria
Márcia Maria, Nome Artístico De Márcia Maria Brisa (Vitória, 5 de fevereiro de 1944 – São Paulo, 8 de fevereiro de 2012) foi uma atriz e apresentadora brasileira.

## Carreira
Márcia começou sua carreira como garota-propaganda na TV Record em 1964. Em 1965 estreou como atriz na telenovela Ceará Contra 007, escrita por Marcos César, vivendo a personagem Silvia, ao lado de comediantes como Ronald Golias, Durval de Souza, Jô Soares, Consuelo Leandro e Renato Corte Real. Sua primeira telenovela foi A Última Testemunha, de Benedito Ruy Barbosa, que estreou em agosto de 1968, com direção de Walter Avancini. No ano seguinte, Márcia ganhava sua primeira grande oportunidade como atriz em Algemas de Ouro, outro original de Benedito Ruy Barbosa, que estreou em março de 1969. A personagem Lene revelou a atriz para o público, e foi nessa telenovela que ela trabalhou, pela primeira vez, com o ator e diretor Adriano Stuart, que depois viria a ser seu marido.
O sucesso chegou para a atriz com a telenovela seguinte, As Pupilas do Senhor Reitor, adaptação de Lauro César Muniz para a obra do português Júlio Diniz, dirigida por Dionísio de Azevedo. Lançada em março de 1970 pela TV Record, a telenovela ficou quase um ano no ar, e foi um dos maiores sucessos da emissora no gênero segundo a revista InTerValo. Em março de 1971, Márcia Maria teve um grande desafio: viver Veridiana, a protagonista feminina de Os Deuses Estão Mortos, telenovela também de Lauro César Muniz e que reunia um grande elenco. Nessa época, a convite do diretor Fauzi Mansur, estreou no cinema, fazendo um dos principais papéis de Uma Verdadeira História de Amor, contracenando com o galã Francisco Di Franco.
Os Deuses Estão Mortos rendeu mais um folhetim para a TV Record, a continuação da história que levou o nome de Quarenta Anos Depois, e foi exibida a partir de dezembro de 1971. Márcia Maria ganhou um papel duplo: a avó Veridiana e a neta rebelde e alegre com o mesmo nome. Em junho de 1972, a atriz estreava na TV Tupi São Paulo, onde rapidamente se transformaria também em uma das estrelas da casa. A primeira telenovela foi Bel-Ami, de Ody Fraga e Teixeira Filho. Na TV Tupi ela participou dos teleteatros que compuseram o Estúdio A e em 1973 ela participaria, pela primeira vez, de um telenovela da autora Ivani Ribeiro: Mulheres de Areia, que ficou quase um ano no ar, vivendo a vilã Andrea. No ano seguinte, Márcia fez parte do grande elenco de Os Inocentes, uma adaptação de Ivani Ribeiro para a TV Tupi da história clássica A Visita da Velha Senhora, vivendo o segundo papel feminino da história, Marina. Neste mesmo ano ela voltou ao cinema, protagonizando Gente Que Transa, de Sílvio de Abreu. ao lado de Adriano Reys e Carlos Eduardo Dolabella.
Entre 1975 e 1978, Márcia Maria se tornou a heroína das telenovelas de Geraldo Vietri para a TV Tupi. Sempre tendo como par romântico o ator Jonas Mello, os dois encabeçaram os elencos das tramas Meu Rico Português, Os Apóstolos de Judas e João Brasileiro, o Bom Baiano. Entre uma telenovela e outra, escrita por Vietri, ela ainda fez uma participação especial na primeira versão de A Viagem, de Ivani Ribeiro, entrando quase no final da trama. Nesse período, ela também fez um filme dirigido por Geraldo Vietri, Que Estranha Forma de Amar. Em 1979, já em crise, a TV Tupi ainda encontraria fôlego para produzir a telenovela Dinheiro Vivo de Mário Prata, uma história que falava sobre os programas de televisão com perguntas e respostas que valiam prêmios para os inscritos. Márcia Maria interpretava a personagem feminina central, Flávia. Neste mesmo ano, fez mais uma incursão no cinema, em As Amantes de um Homem Proibido, de José Miziara, ao lado de Nuno Leal Maia, mas sem grande repercussão.
A década de 1980, começa com sua participação no filme As Intimidades de Analu e Fernanda, dirigida por José Miziara, ao lado de Ênio Gonçalves e Helena Ramos. O filme é até hoje um dos preferidos na programação do Canal Brasil. Na TV Bandeirantes, Márcia viveu Sofia na nova versão de A Deusa Vencida, de Ivani Ribeiro, novamente dirigida por Walter Avancini, um dos diretores com quem mais a atriz trabalhou na televisão. A telenovela chegou a ser reprisada em duas oportunidades pela emissora. Em 1982, ela viveu Dora na telenovela Campeão, exibida pela TV Bandeirantes, escrita por Jayme Camargo e Marcos Caruso, onde reproduziu a cena de Anita Ekberg no filme de Federico Fellini La dolce vita, banhando-se em uma fonte. Depois da telenovela, se dedicou ao teatro e apresentou um programa feminino nas tardes da TV Record, o A Mulher dá o Recado, durante alguns anos.
Em 1990, após o fim do programa, retomou a carreira de atriz em Brasileiras e Brasileiros, pelo SBT, dirigida mais uma vez por Avancini. Sua personagem era Leonor, a dama de companhia da atormentada mulher de Ramiro, personagem vivido por Rubens de Falco. Ainda apresentou o programa Festa Baile com Agnaldo Rayol, na TV Cultura. Fez teatro e gravou três telenovelas: Por Amor e Ódio, na TV Record, em 1997, como a mãe de Isabela (Luciene Adami); O Direito de Nascer, exibida pelo SBT apenas em 2001, como a madre Teresa que cuida da personagem Maria Helena (Guilhermina Guinle) quando ela vai para o convento e Amor e Ódio, também em 2001 no SBT, vivendo uma fofoqueira, a Rosinha.
Márcia Maria morreu em São Paulo em 8 de fevereiro de 2012, aos 68 anos, em consequência de uma queda, em seu apartamento, causada por um acidente vascular cerebral.

## Filmografia

### Televisão
| Ano       | Título                        | Personagem                 | Notas                      | Emissora          |
| --------- | ----------------------------- | -------------------------- | -------------------------- | ----------------- |
| 1965      | Ceará contra 007              | Sílvia                     |                            | Rede Record       |
| 1968      | A Última Testemunha           | Anita                      |                            | Rede Record       |
| 1969      | Algemas de Ouro               | Lene                       |                            | Rede Record       |
| 1970      | As Pupilas do Senhor Reitor   | Margarida da Silva (Guida) |                            | Rede Record       |
| 1971      | Os Deuses Estão Mortos        | Veridiana Almeida          |                            | Rede Record       |
| 1971      | Quarenta Anos Depois          | Veridiana Almeida          |                            | Rede Record       |
| 1971      | Quarenta Anos Depois          | Veridiana Maris (Nâna)     |                            | Rede Record       |
| 1972      | Bel-Ami                       | Hilda                      |                            | Rede Record       |
| 1973      | Mulheres de Areia             | Andréa Sampaio             |                            | Rede Tupi         |
| 1974      | Os Inocentes                  | Marina                     |                            | Rede Tupi         |
| 1975      | Meu Rico Português            | Walquiria                  |                            | Rede Tupi         |
| 1976      | A Viagem                      | Carlota                    |                            | Rede Tupi         |
| 1976      | Os Apóstolos de Judas         | Marina                     |                            | Rede Tupi         |
| 1978      | João Brasileiro, o Bom Baiano | Julia                      |                            | Rede Tupi         |
| 1979      | Dinheiro Vivo                 | Flávia                     |                            | Rede Tupi         |
| 1980      | A Deusa Vencida               | Sofia                      |                            | Rede Bandeirantes |
| 1982      | Campeão                       | Dora                       |                            | Rede Bandeirantes |
| 1983      | Fernando da Gata              | Célia                      |                            | Rede Globo        |
| 1983–1987 | A Mulher Dá o Recado          | Apresentadora              |                            | Rede Record       |
| 1988–1997 | Festa Baile                   | Apresentadora              |                            | TV Cultura        |
| 1990      | Brasileiras e Brasileiros     | Leonor                     |                            | SBT               |
| 1997      | Por Amor e Ódio               | Maria Regina Miranda       |                            | Rede Record       |
| 2001      | O Direito de Nascer           | Madre Teresa               |                            | SBT               |
| 2001      | As Filhas da Mãe              | Cliente de Lulu            | Participação Especial      | Rede Globo        |
| 2002      | Amor e Ódio                   | Rosinha                    |                            | SBT               |
| 2005      | Senta que Lá Vem Comédia      | —                          | Episódio: "Casa de Orates" | TV Cultura        |

### Cinema
| Ano  | Título                             | Personagem |
| ---- | ---------------------------------- | ---------- |
| 1983 | As Amantes de um Homem Proibido    | Flávia     |
| 1980 | As Intimidades de Analu e Fernanda | Fernanda   |
| 1978 | Que Estranha Forma de Amar         | Eulália    |
| 1974 | Gente Que Transa                   | Denise     |
| 1971 | Uma Verdadeira História de Amor    | A Noiva    |

## Teatro[6]
- 1977 - A diva do barato
- 1977 - Morte e Vida Severina
- 1986 - Mulher, Melhor Investimento
- 1988 - A Condessa Yacocah
- 1989 - Sigilo Bancário
- 1993 - Como o Vento
- 1994 - O Fiel Camareiro